# Mathias Kristensen
Pour les articles homonymes, voir Kristensen.
Mathias Kristensen, né le 21 mars 1997 à Næsbjerg (da) au Danemark, est un footballeur danois qui évolue au poste de milieu de terrain au FC Fredericia.

## Biographie

### Esbjerg fB
Mathias Kristensen passe par le Næsbjerg RUI, où son père est entraîneur, puis rejoint le centre de formation de l'Esbjerg fB. En mars 2013, il effectue un essai à Manchester United puis un autre à Fulham. À l'âge de seulement 16 ans, il évolue déjà avec l'équipe U19 d'Esbjerg.
Kristensen joue son premier match en professionnel le 6 mai 2016, lors de la 28e journée de la saison 2015-2016 de Superligaen, face à SønderjyskE. Ce jour-là il entre en jeu à la place de Kevin Mensah, et son équipe perd la rencontre par deux buts à zéro.
Il inscrit son premier but en professionnel le 27 juillet 2017, lors de la saison 2017-2018 de deuxième division danoise, face au FC Fredericia. Il est titulaire ce jour-là et donne la victoire à son équipe sur une passe décisive d'Adrian Petre (2-1 score final).

### En sélection nationale
Mathias Kristensen fête sa première sélection avec l'équipe du Danemark espoirs le 16 janvier 2019 face au Mexique, en match amical. Il est titulaire ce jour-là et le Danemark s'impose sur le score de un but à zéro.